# Affonso Emilio de Alencastro Massot
Affonso Emilio de Alencastro Massot (* 9. Oktober 1944 in Rio de Janeiro) ist ein ehemaliger brasilianischer Diplomat.

## Leben
Affonso Emilio de Alencastro Massot ist der Sohn von Estesia Pessanha Massot und Joâo Baptista de Alencastro. Er absolvierte am 1. Dezember 1966 den Curso Preparatório à Carreira Diplomática des Rio Branco-Institutes, am 20. Dezember 1966 ein Studium der Rechtswissenschaft an der Universidade Federal do Rio de Janeiro und am 1. Januar 1967 den Curso de Práctia Diplomática e Consular des Rio-Branco-Institutes. Er wurde am 3. März 1967 zum Gesandtschaftssekretär dritter Klasse ernannt und am 4. März 1967 dem Nachrichtendienst Cooperação Intelectual zugeteilt. Am 2. Januar 1968 wurde er der Abteilung Transport und Kommunikation zugeteilt. Am 4. Januar 1969 wurde er dem Büro des Ministers für Transport und Kommunikation zugeteilt. Am 15. Januar 1970 wurde er der Gesandtschaft in Rom zugeteilt, wo er am 21. März 1970 zum Gesandtschaftssekretär zweiter Klasse ernannt wurde. Am 15. Mai 1970 legte er im Rahmen des Curso de Altos Estudos die Studie über Comunidades Européias am Instituto Internacional de Administração Pública in Paris und Brüssel vor. Ab 23. August 1973 wurde er der Botschaft in Bogotá zugeteilt, wo er am 25. Mai 1976 zum Gesandtschaftssekretär erster Klasse ernannt und am 25. August 1976 den Orden de San Carlos erhielt. Am 27. Dezember 1976 wurde er der Botschaft in Nairobi zugeteilt. Am 4. April 1979 wurde er der Abteilung Afrika, Asien und Ozeanien attachiert. Am 4. Juni 1979 wurde bekam er den Verdienstorden der Elfenbeinküste.
Am 11. Dezember 1979 wurde er zum Gesandtschaftsrat ernannt. Am 10. April 1980 leitete er eine Delegation nach Maputo, wo er am 18. April 1980 in den Orden der Unabhängigkeit von Simbabwe aufgenommen wurde. Am 10. Februar 1981 wurde ihm der Lehrstuhl zur Orientierung am Rio Branco-Institut zuerkannt. Am 12. Mai 1981 wurde er mit der Medalha Mérito Tamandaré dekoriert. Am 15. August 1981 wurde er Gesandtschaftsrat beim UNO-Hauptquartier. Am 22. November 1982 legte er im Rahmen des Cursos de Alto Estudios die Studie: Africa Meridional Coordenação para a Independência Econômica e para o Desenvolvimento. Uma Nova Dimesâo da Luta de Libertação. Am 16. März 1983 leitete er die Delegation beim Komitee zur Beseitigung jeder Form von Rassendiskriminierung in Genf. Am 28. August 1996 wurde er in die Ehrenlegion aufgenommen. Vom 20. Februar 1999 bis 13. Juni 2003 war er Botschafter in Den Haag. Am 20. April 1999 wurde er zum ständigen Vertreter der brasilianischen Regierung bei der Organisation für das Verbot chemischer Waffen in Den Haag ernannt. Vom 9. Juli 2003 bis 22. August 2007 war er Botschafter in Prag. Vom 23. November 2007 bis 30. März 2010 war er Botschafter in Athen.